# Piotr Olechnowicz
Piotr Olechnowicz herbu Leliwa (zm. 1516) – kuchmistrz wielki litewski (od 1492), namiestnik olicki i niemonojcki (1494–1506), skirstymoński (1506 - co najmniej do 1508), uciański (1514-16), poseł królewski
Pochodził ze starego rodu Moniwida. Syn Olechna Rymowidowicza, namiestnika grodzieńskiego. Brat Mikołaja, ojca Jerzego (Irzyka) ożenionego z Jadwigą, córką Jana Niemirowicza Szczytta – protoplastów rodu Irzykowiczów.
Brat stryjeczny wojewody trockiego Jana Jurjewicza Zabrzezińskiego.

## Życiorys
Cieszył się dużą przychylnością Aleksandra i Zygmunta Jagiellończyków.
W 1501 na sejmie grodzieńskim w. ks. Aleksander Jagiellończyk wyznaczył go jako jednego z delegatów na sejm piotrkowski do prowadzenia rozmów z radami koronnymi w sprawie unii i elekcji. Zapewne był obecny w czasie wyboru Aleksandra na króla. Był świadkiem potwierdzenia (23.X.1501) unii mielnickiej. W 1506 wraz z Wojciechem Kłoczką i Stanisławem Kiszką posłował od panów litewskich na sejm w Lublinie.
W 1507 został wysłany do Moskwy wraz z posłem chana tatarskiego Mendli-Gireja w celu pertraktacji pokojowych między Litwą a Moskwą. Na skutek oburzenia Wasyla III listem chana posłowie zostali zatrzymani w Moskwie. Król Zygmunt I Stary wielokrotnie upominał się o posła królewskiego, jednak Piotr Olechnowicz został uwolniony dopiero w sierpniu 1508.
Poślubił córkę Iwaszki (Jana) Jurszyna, marszałka królewskiego i namiestnika włodzimierskiego, a wnuczkę wojewody kijowskiego Jurszy. Miał z nią dwóch synów, zwanych Kuchmistrzowiczami:
- Stanisława
- Mikołaja (miecznika litewskiego), ożenionego z Marianną (Maryną) ks. Łukomską, pasierbicą wojewody kijowskiego i hetmana polnego lit. Andrzeja Niemirowicza.

Mikołaj i Marianna byli założycielami rodu Dorohostajskich – rodzicami wojewody połockiego Mikołaja Dorohostajskiego.